# Přírodní park Niva Dyje
Přírodní park Niva Dyje je obecně chráněné území o ploše 13,96 km² v okrese Břeclav. Nachází se v nivě mezi hlavním tokem Dyje a jejím přítokem Včelínek, mezi Břeclaví, Lednicí, Podivínem a Ladnou. Tvoří východní okraj Lednicko-valtického areálu, jeho součástí je mj. zámecký park v Lednici. Předmětem ochrany je zejména ekosystém lužního lesa.
S účinností od 1. 7. 2025 se téměř celý přírodní park stal součástí CHKO Soutok.

## Galerie

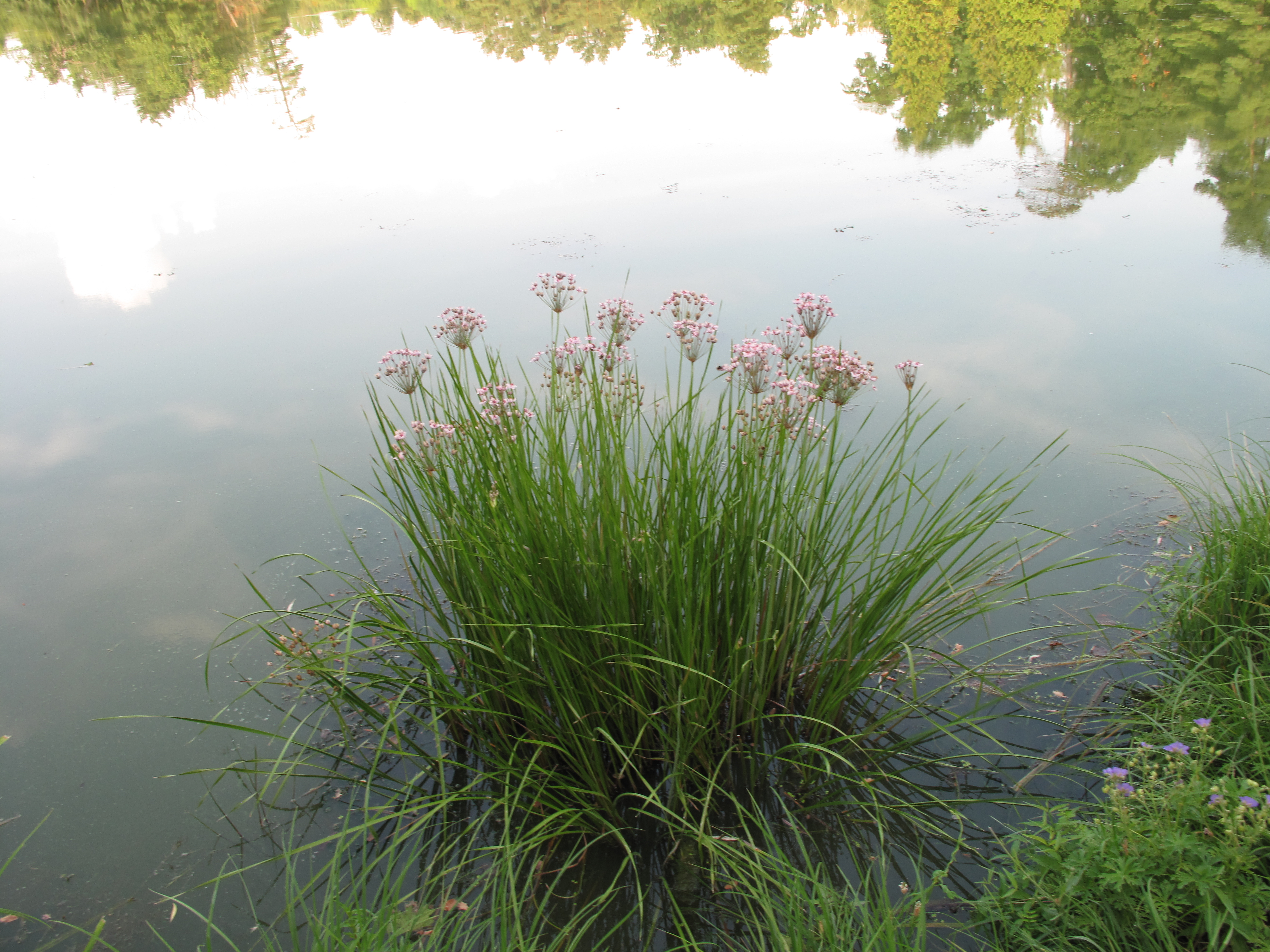
Mokřadní rostlina
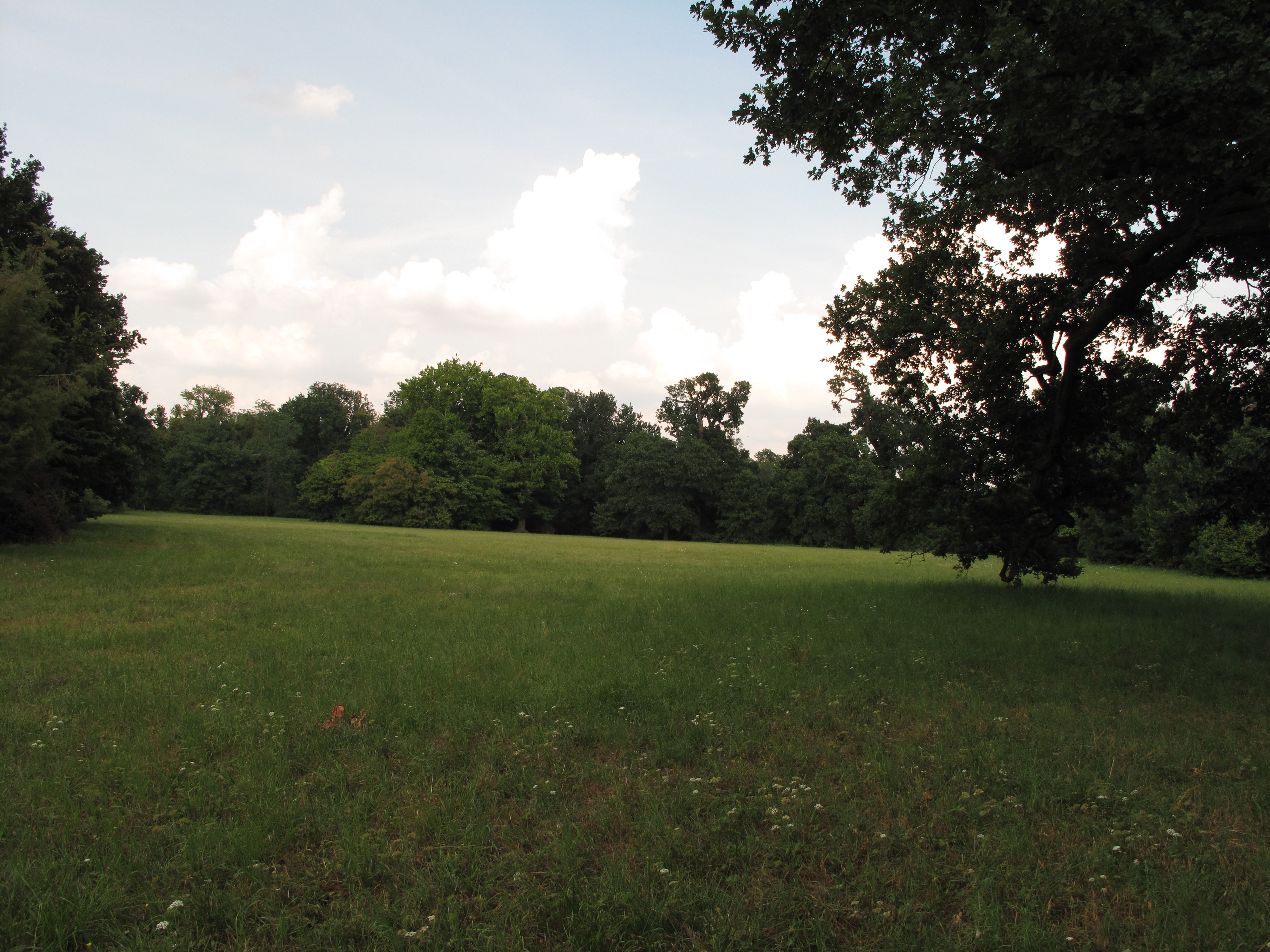
Louka se stromy
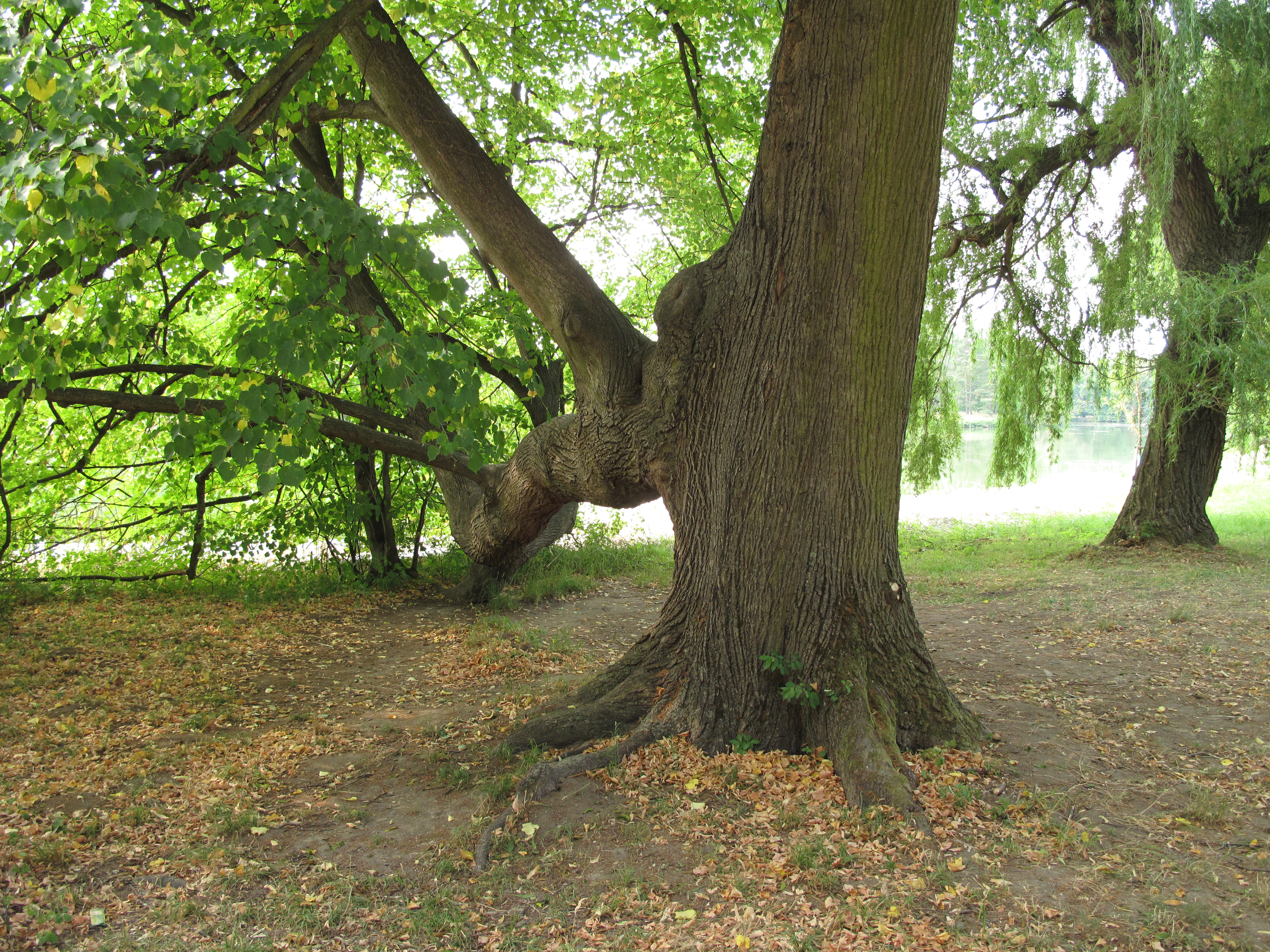
Stará lípa
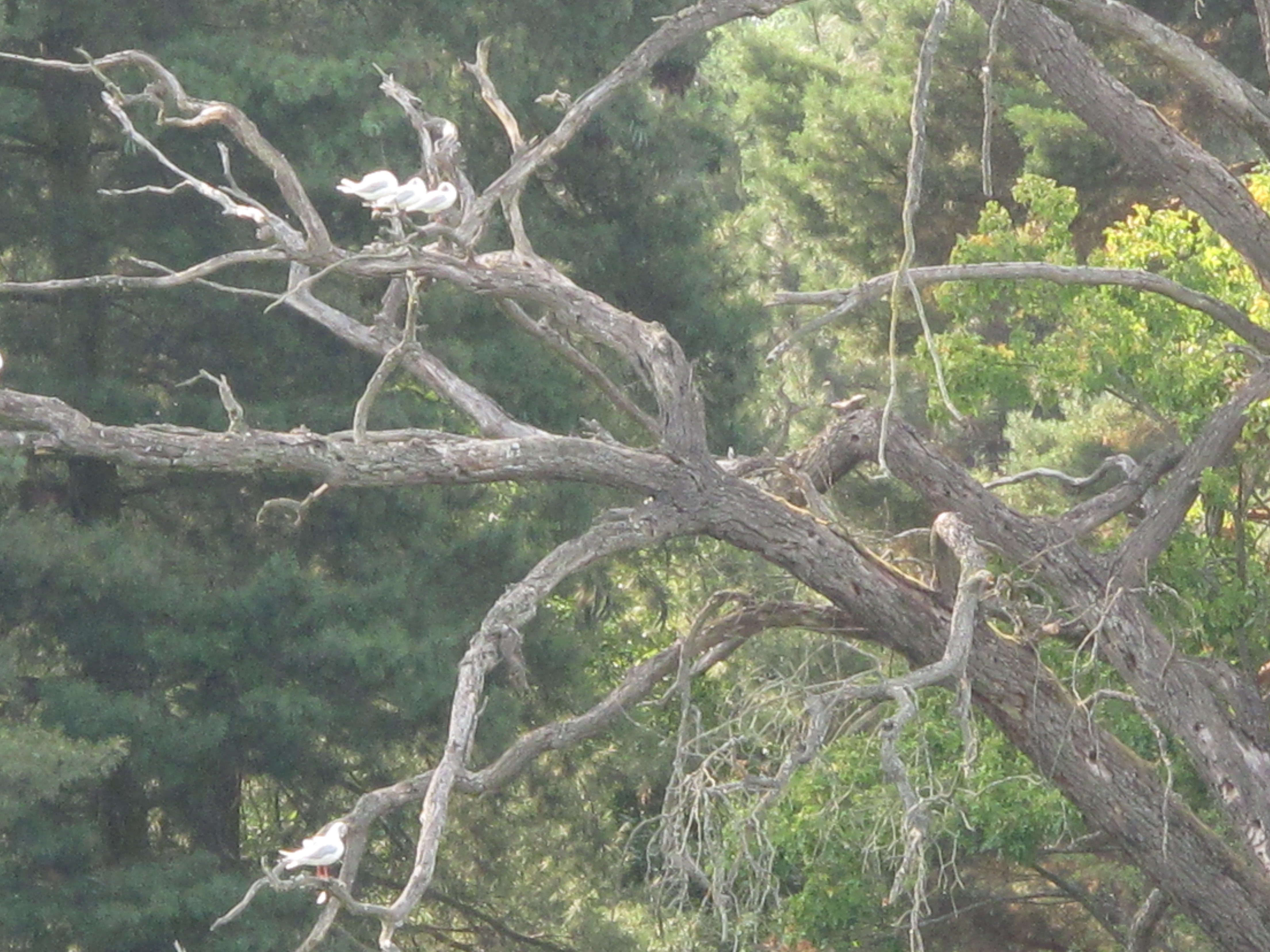
Ptactvo
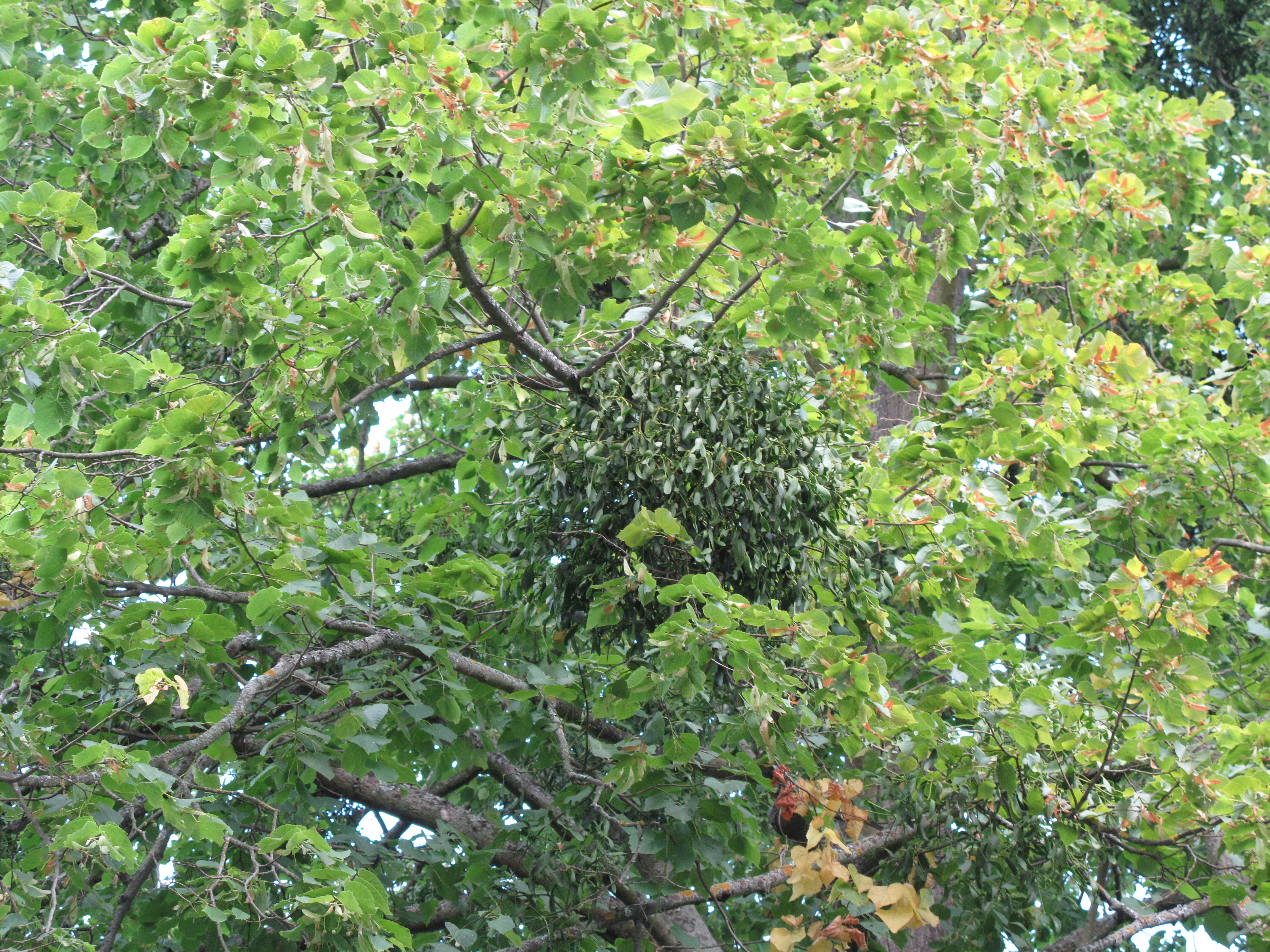
Jmelí na lípě
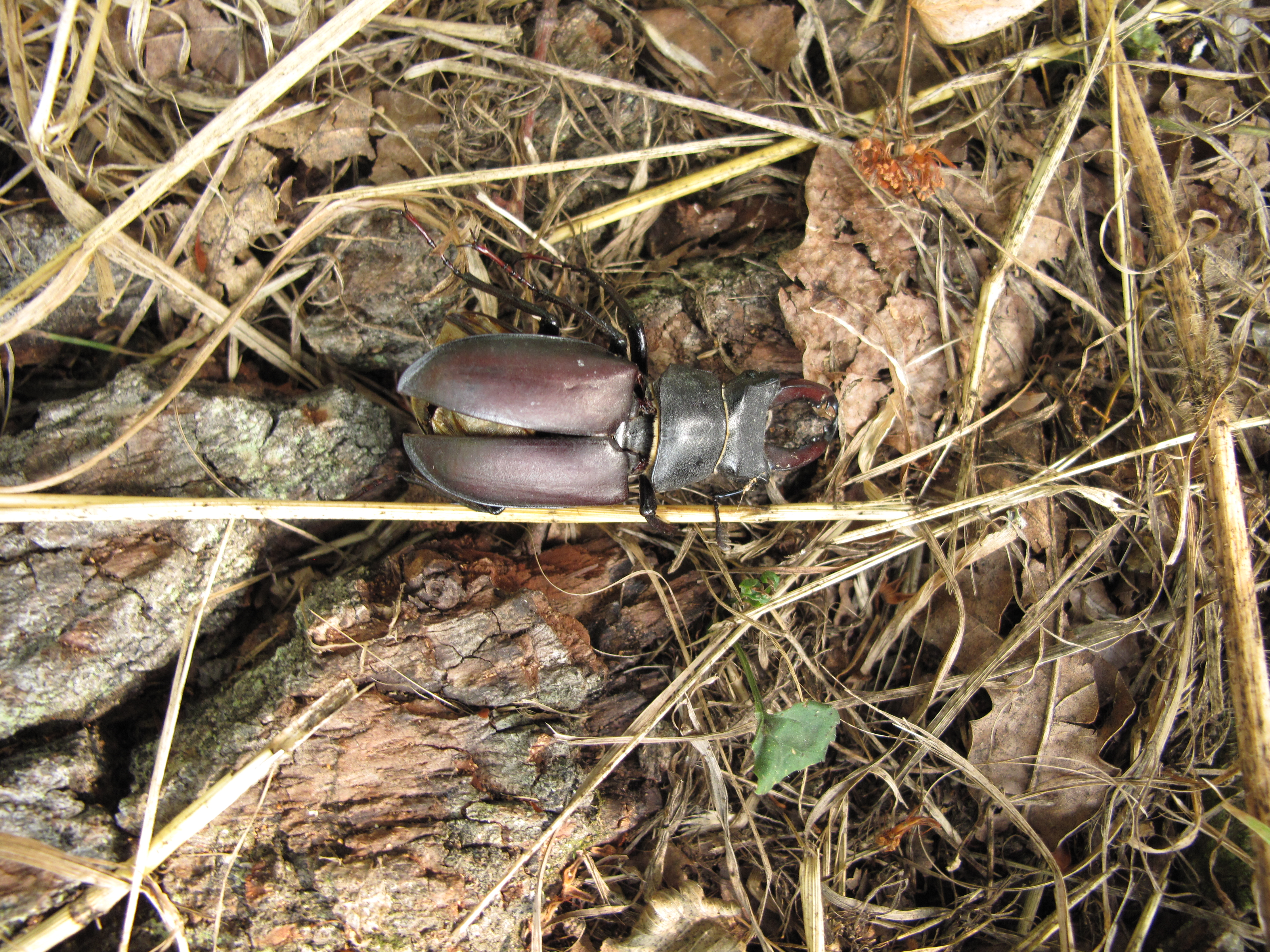
Mrtvý roháč
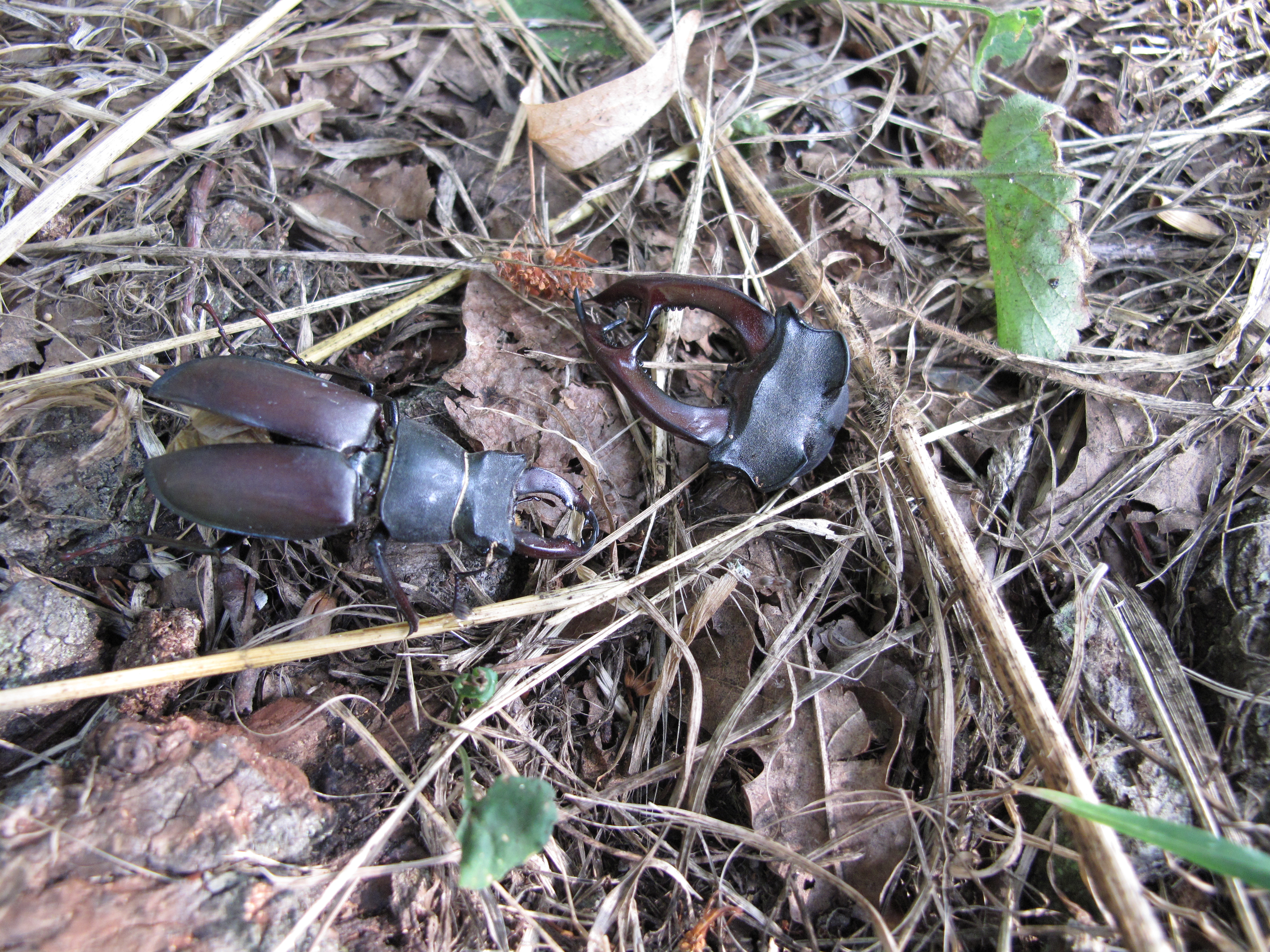
Po boji
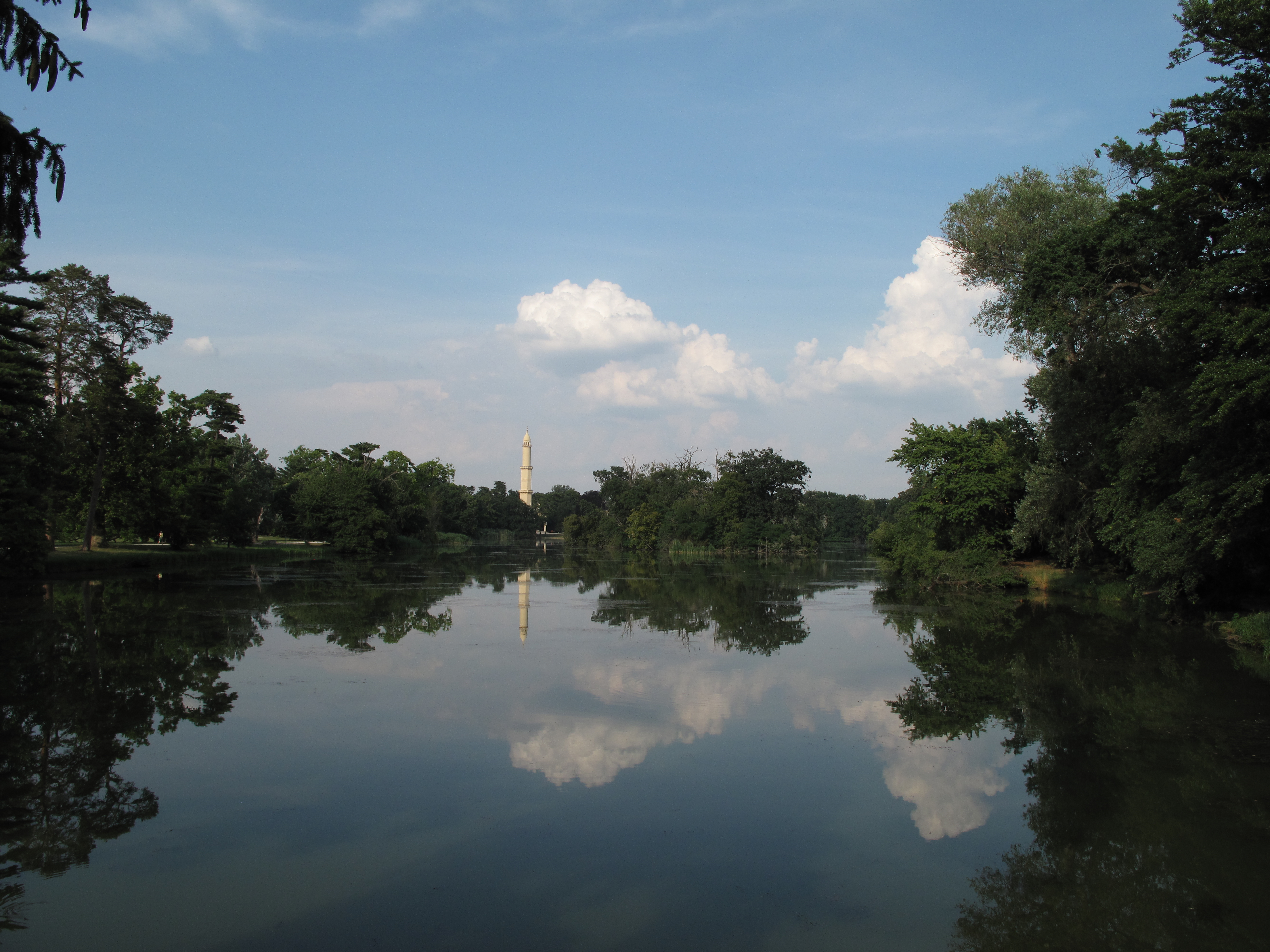
Voda a minaret